# Sumilao
Sumilao è una municipalità di quarta classe delle Filippine, situata nella Provincia di Bukidnon, nella Regione del Mindanao Settentrionale.
Sumilao è formata da 10 baranggay:
- Culasi
- Kisolon
- Licoan
- Lupiagan
- Ocasion
- Poblacion
- Puntian
- San Roque
- San Vicente
- Vista Villa